# Österreichischer Bundesverband für Lern-, Denk- und Gedächtnistraining und multimodale biografieorientierte Aktivierung
Der Österreichische Bundesverband für Lern-, Denk- und Gedächtnistraining und multimodale biografieorientierte Aktivierung (ÖBV-GT) ist ein österreichischer Verein mit Sitz in Salzburg.
Das Amt der Salzburger Landesregierung und das Salzburger Bildungswerk holten im Herbst 1995 die Ausbildung zum Gedächtnistrainer nach der Wiener Ärztin Franziska Stengel nach Salzburg. Stengel erkannte bereits in den 1950er Jahren die Bedeutung von regelmäßigem geistigem Training und kann als Pionierin des Gedächtnistrainings bezeichnet werden. Ihr Buch „Gedächtnis spielend trainieren“ wurde in den 1970er Jahren veröffentlicht und fand in der Fachwelt großes Interesse. Sie hatte schon zu dieser Zeit sehr moderne Ansichten, die auch heute noch durch die Erkenntnisse der modernen Hirnforschung bestätigt werden.
Am 4. Oktober 1997 wurde die 1. Generalversammlung des „Österreichischen Bundesverbandes für Gedächtnistraining nach Dr. med. Stengel“ abgehalten, an der 18 Gründungsmitglieder teilnahmen. 1998 starteten die ersten Aus- und Weiterbildungsangebote für Trainer. Im Jahr 2000 erfolgte die Umbenennung in „Österreichischer Bundesverband für Gedächtnistraining“, um eine breitere Methodik anbieten zu können. Seither bietet der ÖBV-GT eine Plattform für derzeit ca. 400 Trainer, die mit den unterschiedlichsten Zielgruppen arbeiten.

## Organisation

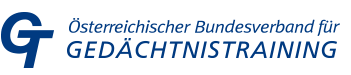
Logo des Österreichischen Bundesverbandes für Gedächtnistraining

Der Verein Österreichischer Bundesverband für Lern-, Denk- und Gedächtnistraining und multimodale biografieorientierte Aktivierung hat seinen Sitz in Salzburg.
Ordentliche Mitglieder können alle vom Verband anerkannten Lern-, Denk- und Gedächtnistrainer werden, deren berufliche, wissenschaftliche und soziale Interessen der Verein österreichweit vertritt. In den Bundesländern gibt es von ausgebildeten Trainern geleitete Landesgruppen, für die ansässigen Lern-, Denk- und Gedächtnistrainer werden eigene Landestreffen angeboten. Seit 2012 ist der ÖBV-GT Mitglied im Europäischen Dachverband für Gedächtnistraining (EUVGT).

## Vorstand
Die Vorstandsmitglieder des ÖBV-GT sind mit Stand von September 2019:
- Obfrau: Monika Puck
- Obfrau-Stv.: Ruth Klauss-Strasser
- Kassier: Gerald Hütter
- Kassierin-Stv.: Gisela Mittersteiner
- Schriftführerin: Stephanie Puck
- Schriftführerin-Stv.: Elisabeth Pfau
- Wissenschaftlicher Beirat: Olaf Rossiwall
- Presse: Elke Pfeifer

## Mitgliedschaften, Kooperationen
Der ÖBV-GT ist Mitglied im Europäischen Dachverband für Gedächtnistraining (EUVGT) und kooperiert mit:
- dem Europäischen Dachverband für Gedächtnistraining (EUVGT)
- dem Bundesverband Gedächtnistraining e.V. in Deutschland (BVGT e.V.)
- dem Schweizerischen Verband für Gedächtnistraining (SVGT)
- dem Lëtzebuerger Verein fir Gediechtnistraining (in Luxemburg – LVGT)
- dem Lebensweise-Magazin für gesunden Lebensstil und ganzheitliche Medizin

## Ziele
Der ÖBV-GT beschäftigt sich mit der Vermittlung, Verbreitung und Weiterentwicklung von ganzheitlichem Gedächtnistraining nach neuesten lernpsychologischen und neurobiologischen Erkenntnissen. Zweck des Verbandes ist die Verbreitung des ganzheitlichen Gedächtnistrainings in Fachkreisen und in der breiten Öffentlichkeit, die Qualitätssicherung in der Aus- und Fortbildung von Gedächtnistrainern und die Vernetzung und Unterstützung der Trainer.
Durch Übungen für alle Hirnleistungen mit sinnvollen alltagsrelevanten Inhalten werden die folgenden Ziele erreicht:
- Vermittlung von Wissen:

über Lernen und Gedächtnis
über gesunden Lebensstil
über gehirngerechte Ernährung
- Vermittlung von Merktechniken

für eine bessere Informationsverarbeitung in Alltag und Beruf
- Förderung der sozialen Kompetenz

durch Teamwork voneinander lernen
durch miteinander reden
durch zuhören
- Förderung des Selbstvertrauens

zur Optimierung der kognitiven Leistungsfähigkeit in Alltag und Beruf
- Erreichen eines optimalen Aktivierungsniveaus

Bewegung zur besseren Durchblutung des Gehirns zur Koordination beider Hemisphären
Entspannung für eine gute Denkatmosphäre zum Abbau von Denkblockaden

## Aktivitäten und Projekte

### Gründung des Europäischen Dachverbandes für Gedächtnistraining (EUVGT)
Der Vorstand des Österreichischen Bundesverbandes für Gedächtnistraining hat am 25. November 2011 gemeinsam mit dem Deutschen und dem Schweizer Bundesverband die Gründungsurkunde des Europäischen Dachverbandes für Gedächtnistraining (EUVGT) unterzeichnet. Dieser neugegründete Dachverband sieht sich als Initiative für Struktur und Qualität im Lern-, Denk- und Gedächtnistraining in Europa. Auf europäischer Ebene soll damit eine Plattform geschaffen werden, die eine Sensibilisierung und Bewusstseinsbildung für die geistige Fitness in der Bevölkerung fördert. Den Vorsitz des Europäischen Dachverbandes bilden je ein Vertreter des Österreichischen, des Deutschen und des Schweizer Bundesverbandes. Bei der 1. Mitgliederversammlung des EUVGT am 21. April 2012 wurde die Obfrau des ÖBV-GT zur 1. Vorsitzenden des EUVGT-Vorstandes gewählt.

### Brainweek – Die internationale Woche des Gehirns
1950 wurde in den USA von Charles A. Dana die Dana Foundation gegründet, eine gemeinnützige philanthropische Organisation mit Sitz in New York. Zurzeit hat die Organisation ca. 300 Mitglieder: Neurowissenschaftler und Hirnforscher, darunter 10 Nobelpreisträger. Ziel der Dana Foundation ist es, die Neurowissenschaft zu fördern, Forschungsprojekte auf diesem Gebiet finanziell zu unterstützen und eine breite Öffentlichkeit über die Forschungsergebnisse zu informieren. Die European Dana Alliance for the Brain (EDAB) wurde 1997 gegründet.
Die Woche des Gehirns wird jedes Jahr im März von diesen beiden Organisationen gemeinsam mit vielen Partnern durchgeführt und findet in mehr als 65 Ländern statt. Interessierte Laien können sich in Podiumsdiskussionen, Ausstellungen, Vorträgen und bei den Verbänden für Gedächtnistraining über neue Forschungsergebnisse informieren und an vielen Aktionen aktiv teilnehmen.
In Österreich startete der ÖBV-GT 2011 in Salzburg erstmals Aktivitäten rund ums Gehirn und bietet seit 2012 im Rahmen der österreichischen Brainweek interessierten Besuchern Einblicke in die Funktionsweise des Gehirns. Neben Fachvorträgen können sich Besucher im persönlichen Gespräch mit den Trainern über die Möglichkeiten eines Trainings informieren und verschiedene Techniken selbst ausprobieren.

### Trainer-Ausbildung beim ÖBV-GT
Neben der Grundausbildung zum Gedächtnistrainer (Trainerausbildung für Erwachsenenbildung und Gesundheitsvorsorge) besteht die Möglichkeit, Zusatzqualifikationen für die Bereiche Seniorenbetreuung und Pflege, Kinder und Jugendliche sowie Wirtschaft und Tourismus zu absolvieren. Zu speziellen Themen werden außerdem regelmäßig Weiterbildungskurse für Trainer angeboten.